# Złota Sala w Augsburgu
Złota Sala (Goldener Saal) – reprezentacyjna sala w augsburskim ratuszu. Odbywają się w niej oficjalne uroczystości miejskie i przyjmowane są oficjalne delegacje. Jeśli nie jest używana przez radę miejską, sala jest udostępniona turystom.

## Opis
Złota Sala znajduje się na drugim piętrze miejskiego ratusza. Do sali prowadzą dwa portyki z dwóch klatek schodowych, znajdujących się w ratuszowych wieżach. Z sali można również wyjść czterema innymi drzwiami prowadzącymi do sąsiadujących, pomocniczych pokoi. Posadzka sali wykonana jest z marmuru. Ściany pokrywają malowidła autortwa Matthiasa Kagera. Sufit również pokrywają malowidła jego autorstwa. Portyki, ściany i sufit udekorowane są dodatkowo dekoracją rzeźbiarską zrobioną z drewna lipowego, pokrytą 23,5 karatowym złotem, skąd wzięła się nazwa sali. Na środku stoją dwa zabytkowe stoły. W Złotej Sali znajduje się 60 okien.

### Malowidła sufitowe
Malowidła autorstwa Matthiasa Kagera, po odbudowie ponownie namalowane przez Hermenegilda Peikera przy współpracy z profesorem Oskarem Amorbachem. Przedstawiają sceny mitologiczne. Środkowe malowidło przedstawia Mądrość (łac.: Sapientia), z mottem PER ME REGES REGNANT (przeze mnie rządzą władcy). Zachodnie malowidło przedstawia budowniczego Eliasa Holla, trzymającego makietę ratusza i cyrkiel. Na obrazie znajduje się motto CIVITATES CONDUNTUR (miasta zostały założone). Wokół znajdują się cztery wizerunki kobiet, które są alegorycznym przedstawieniem wiedzy, płodności, pobożności i pracowitości, z sentencjami IUVENTUS SAPIT (młodzi smakują wiedzy), CIVES PROPAGANTUR (miasta rozrastają się i mnożą), CAELUM APERITUR (niebo się otworzyło) i NEMO OTIOSUS (niech nikt nie będzie bezczynny). Wschodnie malowidło przedstawia Minerwę Bellonę ze słowami HOSTES ARCENTUR (Wrogowie zostali pokonani). Wokół niej znajdują się alegorie medycyny, sprawiedliwości, uczciwości i dobrobytu, pod którymi znajdują się zdania: PROCUL PARCAE (daleko były losy, daleko jest bogini śmierci), BONA FIDE (w dobrej wierze), BONUS RIDET, MALUS PLORAT (dobro się śmieje, zło płacze), OMNIA ET UBIQUE (wszystko dla wszystkich).

### Malowidła ścienne
Malowidła południowej ściany przedstawiają ośmiu chrześcijańskich cesarzy rzymskich, natomiast te na północnej ukazują ośmiu pogańskich cesarzy Rzymu.

### Portale główne
Nad południowym portalem znajduje się inskrypcja z informacją o panującym, w czasie oddania ratusza, cesarzu - Ferdynandzie II i z nazwiskami budowniczych Augsburga. Nad północnym portalem znajduje się inskrypcja: S.P.Q.A./FIERI/CURAVIT/ANNO P.C.N./MDCXX (senat i lud augsburski wybudowali to roku 1620) obraz przedstawiający cesarskiego orła, tronujący Augsburg, alegorie czterech rzek przepływających przez Augsburg: Lech, Wertach, Singold, Brunnenbach oraz alegorię obfitości - dziewczynę z rogiem obfitości i snopkiem zboża.